# 穆利达
穆利达（羅馬化：Mulʹda），是俄罗斯科米共和国的市级镇，属沃尔库塔市。
该地2021年有人口0人；2010年人口0；2002年人口183；1989年人口1,224。